# 戦艦テメレール号
『解体されるために最後の停泊地に曳かれてゆく戦艦テメレール号、1838年』（かいたいされるためにさいごのていはくちにひかれてゆくせんかんテメレールごう、1838ねん、The Fighting Temeraire, tugged to her last berth to be broken up, 1838）は、イギリスの画家ジョゼフ・マロード・ウィリアム・ターナーが1838年に油彩で描いた絵画で、1839年にロイヤル・アカデミーに出品された。
トラファルガーの戦いで活躍した最後の2等戦列艦の一つである「テメレーア」が、退役後の1838年に、スクラップとして解体されるためにロザーハイズにある最後の停泊地に向かってテムズ川をタグボートで曳航される様子を描いている。原題のThe Fighting Temeraire（戦うテメレール）とは、トラファルガーの戦いでの奮闘を讃えた愛称である。
1851年にターナーからロンドンのナショナル・ギャラリーに遺贈され、現在もそこに展示されている。
BBCラジオ4の番組『トゥデイ』が2005年に行った投票において、イギリス国内にある絵画の中で最も人気のある絵画に選ばれた。2020年、新しいデザインの20ポンド紙幣の裏面に、ターナーの肖像とともにこの絵画が描かれた。

## 背景
ターナーがこの絵を描いたとき、彼はロンドンのロイヤル・アカデミーで40年間展覧会を開き、キャリアの頂点にいた。ターナーは、天候や海、光の効果などをテーマにした雰囲気のある絵画で有名である。ターナーは、人生の大半をテムズ川の近くで過ごし、水彩画や油彩画で船や水辺の風景を多く描いた。ターナーは頻繁に小さなスケッチを描き、それをアトリエで完成させていった。
ターナーが「テメレール」の最後の曳航を実際に目撃したのかどうかについて、学者の間では結論が出ているが、いくつかの古い証言によると、ターナーはこの出来事を川の様々な場所から見ていたという。
ターナーはこの絵の作画に当たり実際の光景から改変しているが、それには象徴的な意味があり、この絵を最初に見た者たちはそれをすぐに理解した。イギリスがナポレオン戦争に参戦したとき、ターナーは28歳で、強い愛国心を持っていた。「テメレール」はトラファルガーの戦いでの英雄的な活躍で有名な船であり、海軍本部がこの船を売却したことは報道で大きく取り上げられた。

## 象徴

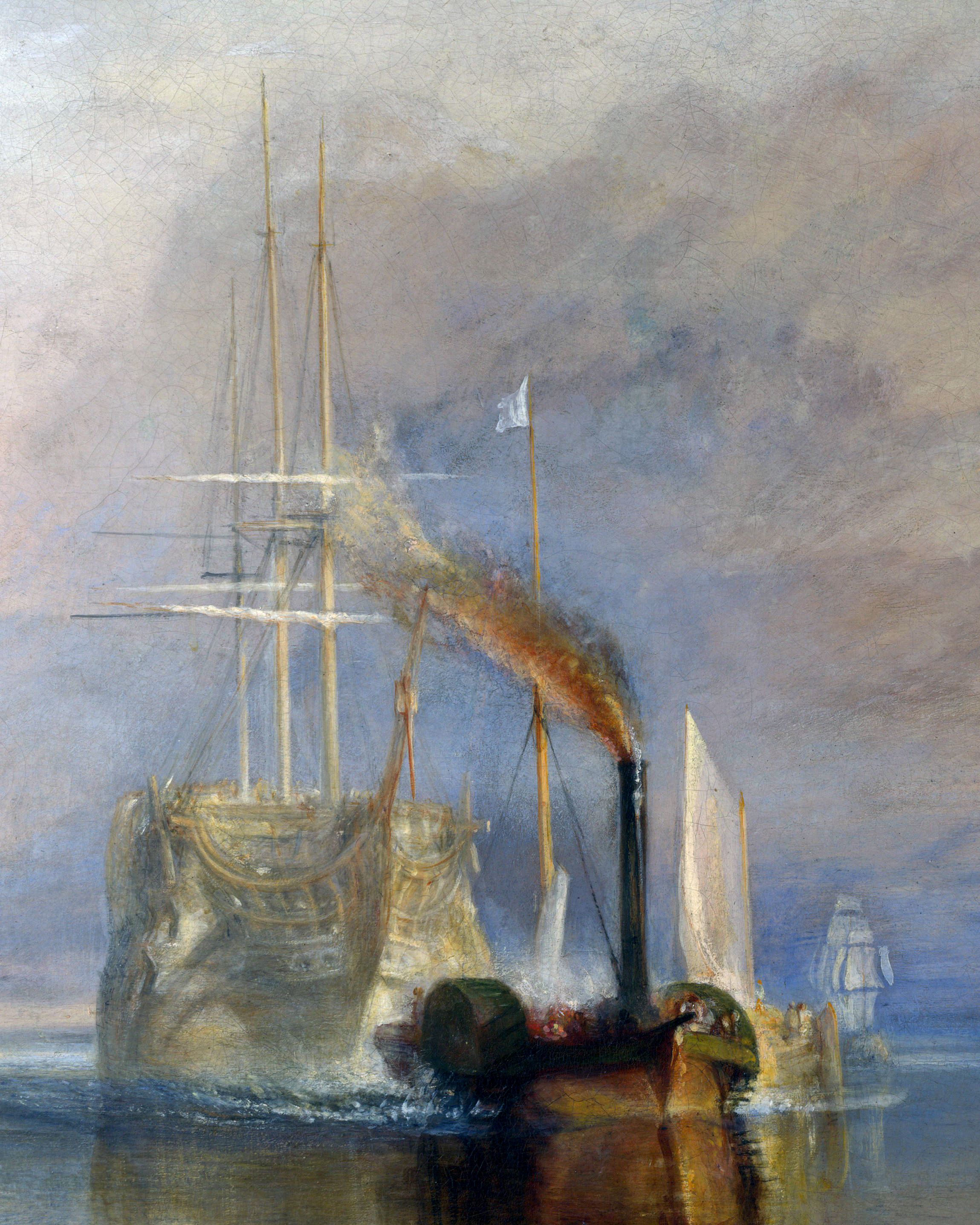
船の部分の拡大

この絵の構図は変わっていて、最も重要な被写体である古い軍艦が画面の左側に配置されており、青い空と立ち上る霧で形成された三角形の中に、堂々とした華麗さとまるで幽霊のような色で浮かび上がっている。この古い船の美しさは、高い煙突を持つ黒く汚れたタグボートと対照的で、静かな川面を揺らしている。
青い三角形で縁取られた、船のマストによる別の三角形は、遠くなるにつれて小さくなっていく。「テメレール」とタグボートは、帆を張って風を受けている小さな川船を追い越している。その先には、帆を広げたスクエア・リグの帆船が漂っている。さらにその先にも小さな船が白い斑点のように見えている。遠くには、「テメレール」に向かってくる別のタグボートの向こうに、3本マストの船が停泊している。停泊中の船は、帆船が時代遅れであることを示している。
「テメレール」の反対側、船のメインマストと同じ距離にある河口には太陽が沈み、その光は上空の雲にまで及び、水面を覆っている。雲の赤が川に映り込み、タグボートの煙の色と同じになっている。沈む太陽は時代の終わりを象徴している。
「テメレール」の背後では月が昇り、それが川面に写っている。これは、新しい産業時代の始まりを象徴している。「英雄的な力の終焉」が、この絵の主な主題である。この船は、達成した輝かしい過去を持ちながら、今は死を考えているターナー自身を表しているとも言われている。ターナーはこの作品を「ダーリン」と呼んでいる。
後に詩人のヘンリー・ニューボルトは、同じ光景を描写した"The Fighting Temeraire"（戦うテメレール）という詩を書いた。"And she's fading down the river, But in England's song for ever, She's the Fighting Téméraire."（そして、彼女は川を下って消えていく。しかし、イングランドの歌の中では永遠に。彼女は戦うテメレールなのだ。）

## 作画における改変

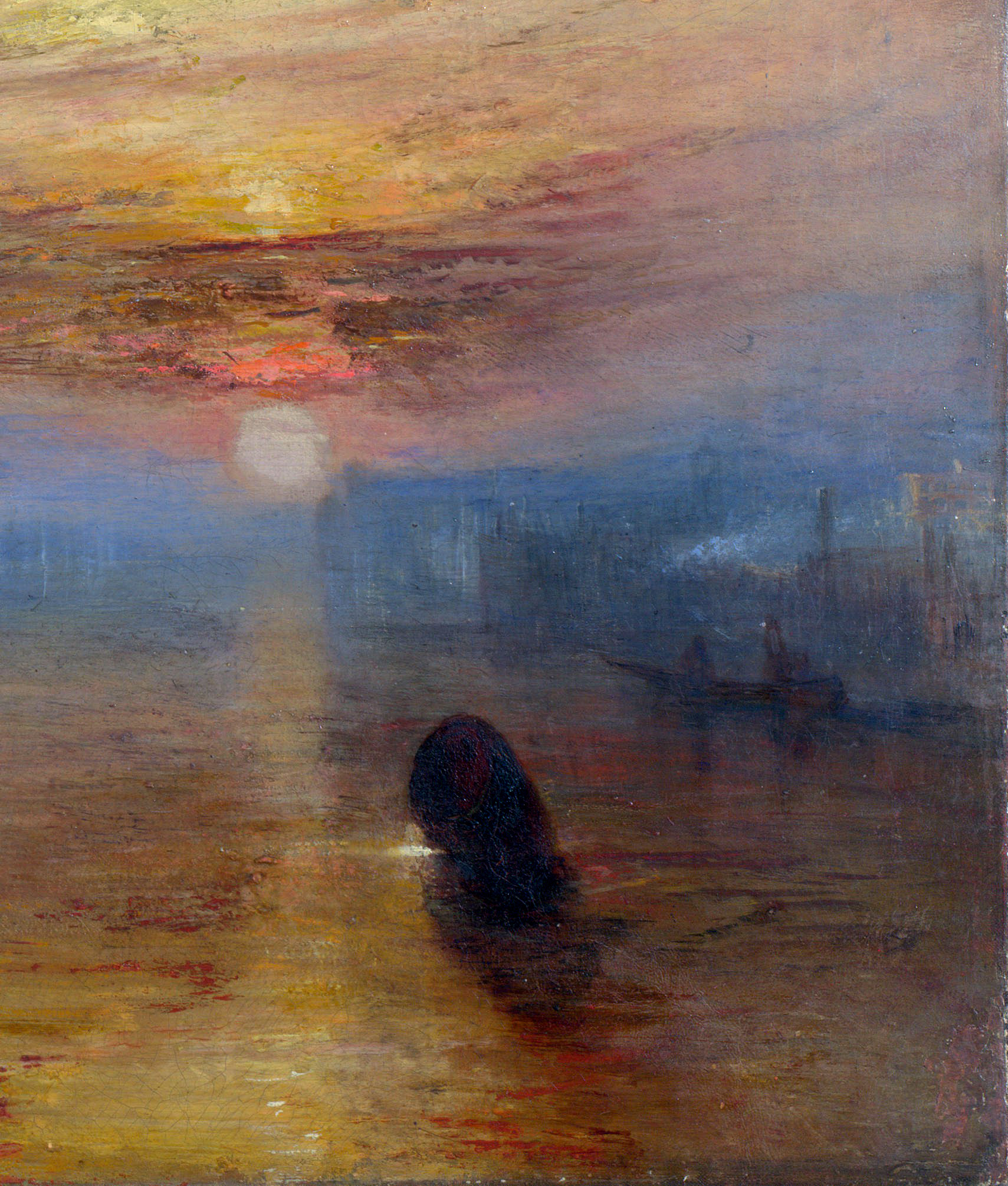
右下部分の拡大

ターナーはこの絵の作画時に、現実の光景から改変を加えている。この船は、乗組員の間では「戦うテメレール」よりも「ソーシー」(Saucy)と呼ばれていた。この船は、解体業者のジョン・ビートソンに売却される前はテムズ川河口のシアネス海軍工廠に留め置かれており、その後、サリー州（現在はサザーク・ロンドン自治区）のロザーハイズにあるビートソンが所有する埠頭に移された。ジョン・ビートソンの弟のウィリアム・ビートソンが製作した、同じ光景を題材としたリトグラフ"prosaic drawing, made on the spot by a trained observer"（訓練された観察者がその場で描いた平凡な絵）にもあるように、この船のマストと艤装は売却前に取り外されてから、解体業者のヤードに運ばれた。大砲、錨などは、海軍が他の船に流用するために全て取り外されていた。この船は、1隻ではなく2隻のタグボートで曳航され、しかも方向は逆だった（背景に西に沈む太陽が描かれているため、絵の中の「テメレール」は東に向かっていることになるが、テムズ川河口からロザーハイズへ向かうには西に進まなければならない）。

## 歴史
この作品はロイヤル・アカデミーの1839年の夏の展覧会に出品され、大成功を収めた。『スペクテイター』誌が「イギリスの防波堤の一つの最後の日の壮大なイメージ」と評するなど、様々な長文のプレスレビューで賞賛された。小説家のウィリアム・メイクピース・サッカレーは『フレイザーズ・マガジン』における批評で、いつものような軽薄な調子を捨てて、「画家のイーゼルから出てきてアカデミーの壁に描かれたような壮大な絵」について論じている。
ターナーは1839年にこの絵を展示する際、トーマス・キャンベルの詩"Ye Mariners of England"（イングランドの水兵）から抜粋して改変したものを添えた。
The flag which braved the battle and the breeze,

No longer owns her.
日本語訳
闘いと風に耐えた旗、

もはや彼女のものではない。
ターナーはこの絵を死ぬまで自身のアトリエに置き、買い手のためのショールームとしても機能させていた。1844年、版画出版者のJ・ホガースに複製品の取引の一環としてこの絵を貸し出し、ホガースは自分の家でこの絵を展示したが、その約1年後には、ターナーは別の依頼に対する返事の草稿で「金銭や好意を考慮しても、私のダーリンを再び貸すことはできません」と書いている。ターナーの作品をよく版画にしていたジェームズ・ティビッツ・ウィルモアによるこの絵の版画が、ホガースによって1845年に出版された。1848年頃、ターナーは5,000ポンドとも言われる買い取りの申し出を断り、続いて額面が記載されていない小切手を受け取ったが、これも断った。これは、ターナーがこの絵をイギリス国民のために残すことを決意したことと、ターナーがすでに非常に裕福な生活を送っていたためである。
この絵が普段からターナーのアトリエに展示されている作品の中にあったことは明らかで、何人かの来訪者が言及している。ターナーは自分の絵を国のために残すことを意図していたが、遺言の内容がはっきりせず、1851年の彼の死後、親族によって争われ、数年にわたる訴訟の末、1856年にこの作品をはじめとする多くの作品がナショナル・ギャラリーに収蔵された。ターナーから遺贈された作品のほとんどは、1897年にイギリス美術専門の分館（現在のテート・ブリテン）が設立されたときに引き継がれたが、『戦艦テメレール号』はナショナル・ギャラリー本館に残された。1910年から1914年まで、1960年から1961年まではテート・ギャラリー（現在のテート・ブリテン）にあり、1987年にはクロー・ギャラリーの開館を記念して6か月間、残りの遺贈品が展示された。1947年から1948年にかけて、アムステルダム、ベルン、パリ、ブリュッセル、リエージュなどヨーロッパ各地で巡回展示され、最後はヴェネツィア・ビエンナーレで展示された。1952年にはケープタウンで展示された。
この絵は、ニスがわずかに変色していることを除けば、「極めて良好な状態」で残っており、1945年に表面の汚れを除去し、1963年に裏張りをした以外、保存処理を受けたことはない。X線画像によると、ターナーは別の海の画を描き始めていたキャンバスを使用していたようで、タグボートの甲板上の構造物がある場所の下に大きな帆が描かれていた。
2020年2月、イングランド銀行は新しいポリマー製の20ポンド紙幣を導入した。その裏面にはターナーの1799年頃の自画像が描かれており、背景には『戦艦テメレール号』が描かれている。また、ターナーが1818年に行った講義からの引用文"Light is therefore colour"（光はそれゆえに色である）と、彼の遺書になされた署名のコピーも含まれている。